# AcFun相关争议
本条目介绍有关中国大陆视频弹幕网站AcFun的批评与争议。

## 版权纠纷

### 遭优酷土豆起诉
2015年3月，AcFun遭到优酷土豆起诉，并提出用股权和1800万现金的赔偿，原高管遭刑拘，原技术团队和高层大部分离开AcFun，员工集体离职，而當時AcFun最大的股东奥飞动漫称自己与其并无法律关联，也不参与实际管理。

### 播放金马奖与星光大道事件
2017年5月10日，新浪公司以AcFun播放第52届金马奖颁奖典礼暨星光大道为由将其起诉至法院，索赔50万元人民币。

## 政策规制
2017年6月22日，国家新闻出版广电总局指AcFun不具有《信息网络传播视听节目许可证》但开展视听服务，及大量播放不符合国家规定的时政类视听节目和宣扬负面的社会评论性节目，依据《联网视听节目服务管理规定》（广电总局、信息产业部56号令）的规定要求其关停视听节目服务，全面整改。22日晚，AcFun弹幕视频网回应称将按法律法规和管理要求，严格加强视听节目的管理，全面展开内部整改，进一步规范视频服务。
2017年7月12日晚，AcFun大量影视视频下架。20日晚，AcFun弹幕视频网声明，根据北京文化行政执法总队的指导建议，我们将持续对网站严格审查，对内容严格整改，具体内容如下：（1）严禁未持有视听许可证的机构主体上传视听节目；（2）对任何色情、暴力等违法违规的视频及文字内容坚决予以取缔，对于上传此类内容的账号予以永久销号处理，内部工作人员从严处罚，对于恶意上传违规内容者将配合管理部门追责到底；（3）不符合《互联网视听节目服务管理规定》的影视剧（含境内与境外）、网络电影、新闻节目、纪录片、专题片、综艺节目等视听节目将坚决予以下线；（4）进一步加强和规范弹幕内容的审核。同时A站将继续加强与中央媒体的内容合作，放大主流舆论传播声音。8月3日晚，AcFun弹幕视频网公告称，根据国家相关政策规定，即日起UP主在AcFun上传内容（视频、文章）需身份实名认证，9月27日0:00后未完成身份实名认证的up主将不能上传和编辑内容。
2017年8月17日，全国“扫黄打非”办公室（广电总局反非法和违禁出版物司）称，近日北京市文化市场行政执法总队加大对弹幕网站整治力度，依法对北京弹幕网络科技公司经营的网站“ACFUN”以未经批准擅自从事视听节目服务、提供非法有害违反社会公共道德视听节目内容等违法违规行为作出4起行政处罚，共罚款12万元，同时责令其对视频节目内容整改，目前行政处罚已执行完毕。经核查，该网站影视、时政及军事频道已关闭，其他频道共清理下架视频32万余条。
2017年8月28日，AcFun的投资主体广州弹幕网络科技有限公司成为北京赛瑞思动文化传播有限公司的股东，北京赛瑞思动文化传播有限公司则全资拥有游艺星际（北京）科技有限公司，后两家公司的法人均变更为AcFun的CEO刘炎焱。但截止目前，AcFun官方对媒体求证有关视听许可证问题仍未做出正面回应。同年3月14日广电总局发布的互联网视听节目服务持证机构名单中包括游艺星际。因此A站变相获得了《信息网络传播视听节目许可证》。

## 被指用户群无价值
2017年7月31日，新浪微博CEO王高飞在其个人微博上转发了品玩的标题为“只有B站老大才能救A站”的文章。该微博称AcFun与豆瓣的用户群是中文网站圈里最没价值的用户群。